# Catedral Metropolitana de Vitória
A Catedral Metropolitana de Vitória é um templo católico brasileiro. É a sede da Arquidiocese de Vitória do Espírito Santo.

## História
A primeira igreja matriz de Vitória teria sido construída provavelmente ainda em 1550, na época da fundação da Vila de Nossa Senhora da Vitória. Inicialmente uma capela, o seu local de fundação é considerado o marco zero da cidade.
Naquela época, havia um largo à sua frente e ela era parte importante do principal conjunto de edifícios da vila, junto com o Colégio dos Jesuítas (hoje Palácio Anchieta) e a igreja de Nossa Senhora da Misericórdia, demolida para dar lugar ao atual Palácio da Cultura Sônia Cabral.
A capela foi elevada a igreja matriz no início do século XVIII, mas no final do mesmo século seu estado era considerado ruim e ela foi demolida, dando lugar a uma nova igreja matriz no local, que existiu ali até 1918. Era uma igreja ainda de estilo colonial.
Com a criação da Diocese do Espírito Santo em 1895 e a nomeação de seu primeiro bispo, Dom João Batista Correia Néri, a igreja recebeu o título de catedral. Posteriormente, deteriorada e considerada pequena demais para comportar o crescente número de fiéis, foi demolida com o intuito de ser substituída por uma igreja maior, de acordo com o desejo de modernizar a capital do Estado.

## Construção
Demolida a antiga matriz em 1918, o desenhista e paisagista Paulo Motta, que também foi responsável pelo desenho do Parque Moscoso, no centro da cidade, projetou um novo templo em estilo neogótico, mas durante muito tempo as obras ficaram paralisadas e o projeto original foi abandonado. 
As obras duraram aproximadamente de 1920 a 1970 e, além de Motta, contou com os trabalhos do engenheiro Henrique de Novaes e o padre José Ludwin, além do professor Adolfo Morales de Los Rios, contratado para fazer o "levantamento das plantas".
Durante as obras da “nova catedral”, os ofícios religiosos foram transferidos para a igreja de São Gonçalo no dia 26 de agosto de 1918 pelo segundo bispo da Diocese do Espírito Santo, Dom Benedito Paulo Alves de Sousa.
Nos anos 40, quando a construção foi reiniciada, um novo projeto foi feito tendo o seu autor, André Carloni, aproveitado as partes já erguidas e mantido o estilo neogótico, inspirado na Catedral de Colônia, na Alemanha. Os vitrais, que cercam toda a catedral, foram construídos pelo artista italiano Cesar Alexandre Formenti e seu filho, Gastão, com quem tinha um ateliê.
Sua planta tem forma de cruz latina, voltada para o oriente, na direção de Jerusalém, e sua arquitetura eclética é inspirada no estilo gótico, algo comum em construções do período republicano.

## Tombamento
Símbolo da cidade de Vitória, a catedral foi tombada pelo Conselho Estadual de Cultura em maio de 1984. Destaca-se no ambiente por sua imponência e por possuir arquitetura eclética com característica neogótica e os maravilhosos vitrais de suas paredes.

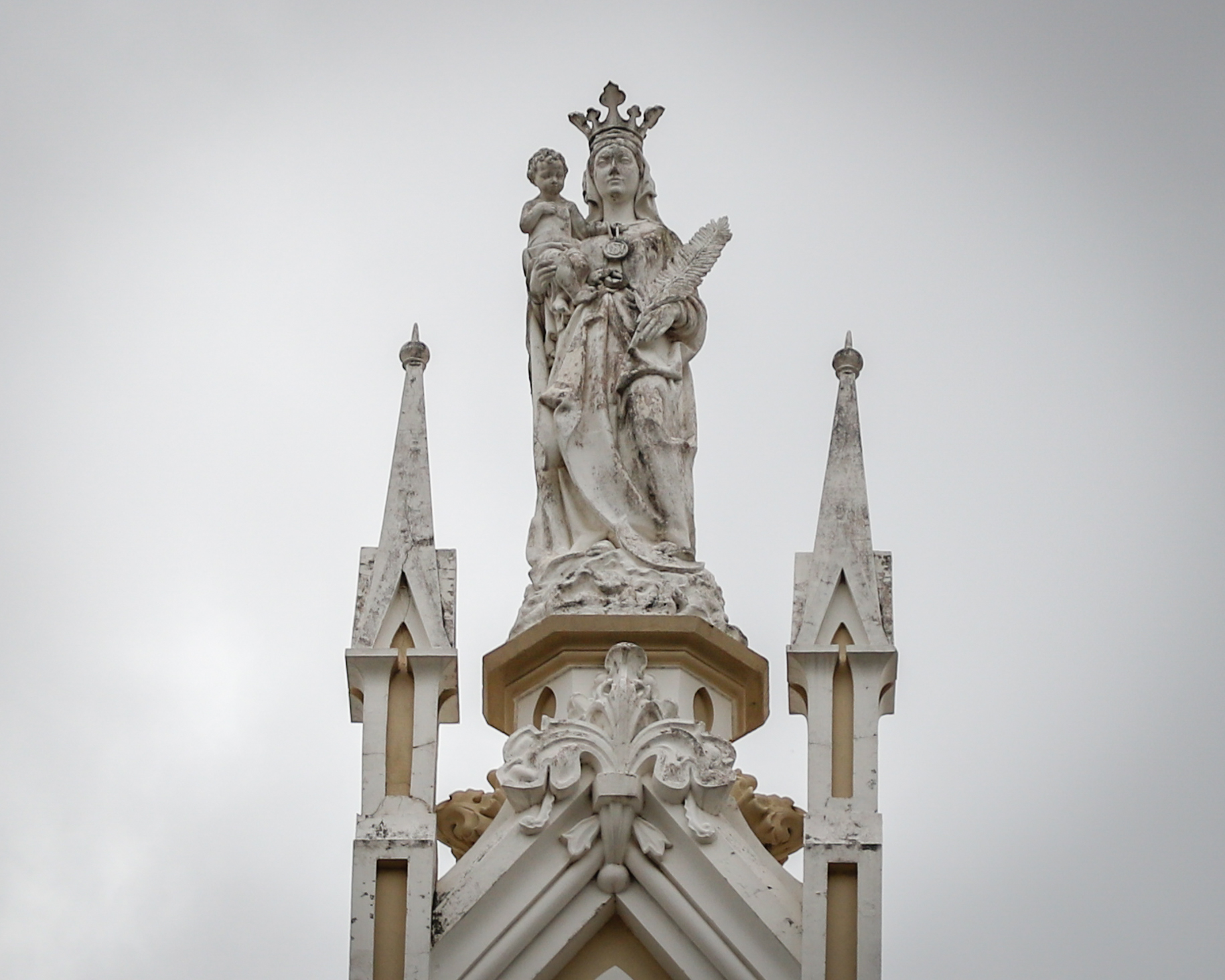
Detalhe de escultura da catedral
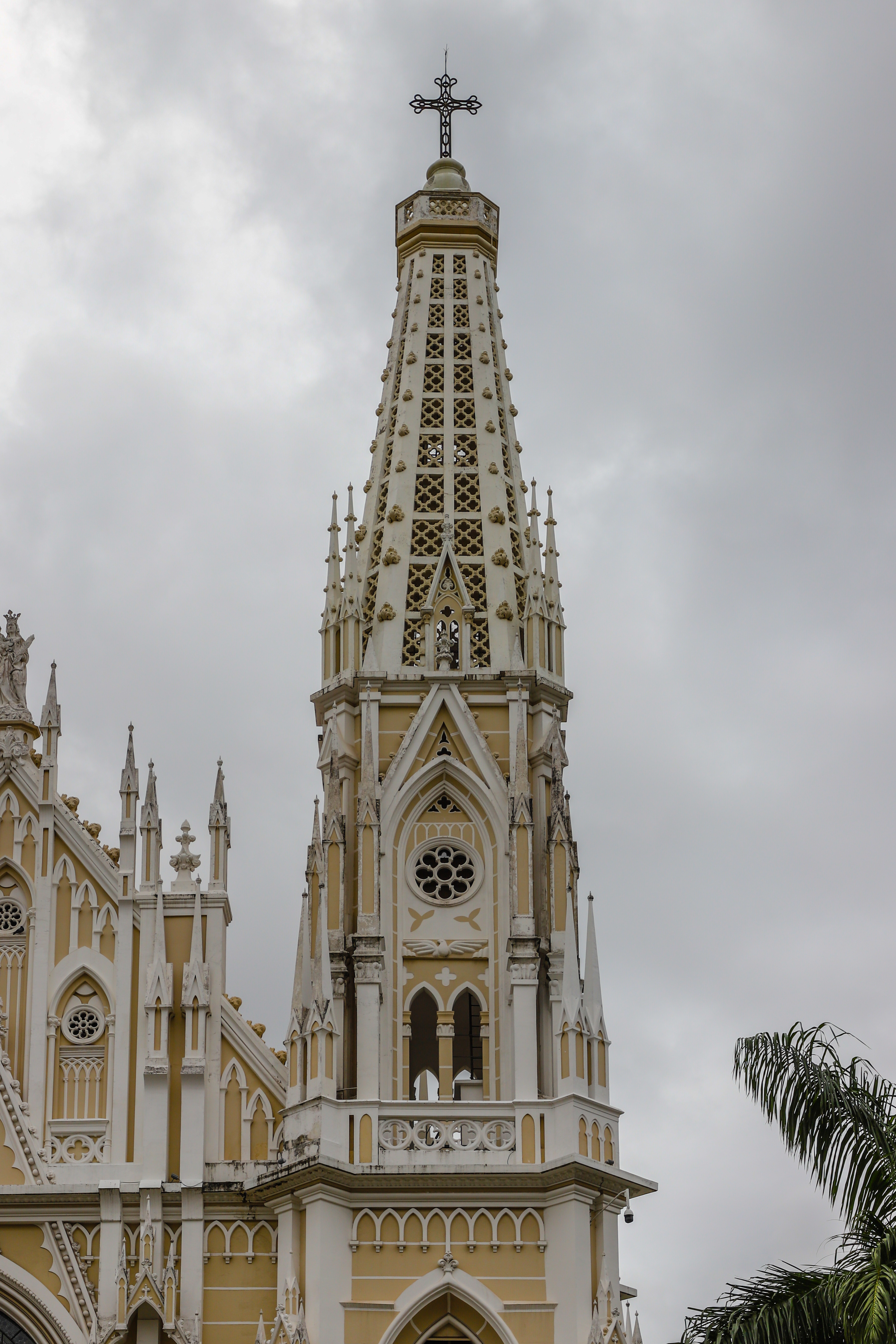
Detalhe da torre direita da catedral
Catedral de Vitória em obras, na década de 1940

## Visitação
Em 2006, a Catedral Metropolitana de Vitória entrou para o Visitar, um projeto da Prefeitura Municipal de Vitória, em conjunto com o Instituto Goia, que abriu as portas dos patrimônios do Centro Histórico de Vitória para visitação. Os patrimônios que fazem parte do Visitar são:
- Catedral Metropolitana de Vitória
- Igreja de Nossa Senhora do Rosário
- Convento de São Francisco
- Convento de Nossa Senhora do Carmo
- Igreja de São Gonçalo